# Vzjatie Zimnevo dvorca
Vzjatie Zimnevo dvorca (Взятие Зимнего дворца) è un cortometraggio documentario muto del 1920 diretto da Konstantin Deržavin, Nikolaj Evreinov, Aleksandr Kugel', Nikolaj Petrov e Leonid Viv'en.